# رادووتسی (استان گابرووو)
رادووتسی (به بلغاری: Radovtsi) یک منطقهٔ مسکونی در بلغارستان است که در شهرستان دریانوو واقع شده‌است.